# Питер Пэн (мультфильм)
«Пи́тер Пэн» (англ. Peter Pan) — 14-й полнометражный мультфильм, фильм-мюзикл и экранизация одноимённой пьесы (1904) сэра Джеймса Мэтью Барри «Питер Пэн, или Мальчик, который не хотел расти» (перевод англ. Peter Pan, or The Boy Who Wouldn’t Grow Up) в жанре фэнтези и приключений 1953 года. Был снят киностудией Walt Disney Productions в сотрудничестве с компанией RKO Radio Pictures, выступившей дистрибьютером.
Идея создания киноленты зародилась в 1935 году, во время производства «Белоснежки и семи гномов», но работа над ней стартовала не раньше 1939 года.
У мультфильма есть сиквел «Возвращение в Нетландию», выпущенный в 2002 году.

## Сюжет
Лондон, начало XX века. В семье Дарлингов старшая дочь, Венди, часто рассказывает своим братьям Джону и Майклу истории о Питере Пэне — весёлом, умеющем летать и никогда не взрослеющем мальчике. Родители относятся к этим историям как к сказкам, а к их герою — как к кому-то несуществующему. Но, когда они как-то вечером уходят на приём, оставив детей одних дома, Питер Пэн в компании феи Динь-Динь прилетает к ним за своей тенью, которую он потерял в свой прошлый визит. Разбуженная шумом Венди помогает Питеру пришить тень и узнаёт, что он часто прилетает к их окну послушать истории о себе в её исполнении. Огорчённая девочка сообщает ему, что это её последняя ночь в детской: папе не нравится, как её рассказы влияют на Джона с Майклом, из-за игр которых он не может отыскать свои вещи, и по его решению, принятому в гневе, завтра она переедет в отдельную комнату, а значит, станет взрослой. Питер, не желая прекращения историй, предлагает ей отправиться вместе с ним в волшебную страну Нетландию, где никто из детей никогда не вырастает. К тому же, Венди, обмолвившаяся о том, что им с братьями нельзя улетать надолго, потому что любящая их мама будет волноваться, наводит Питера на мысль, что она может стать «мамой» для него и для его команды — Пропащих Мальчишек. Венди будит Джона и Майкла, Питер учит их летать с помощью волшебной пыльцы Динь, и все они улетают в Нетландию.
В Нетландии на друзей внезапно нападают пираты, возглавляемые капитаном Крюком. Когда-то между Питером и Крюком состоялся поединок, в ходе которого Питер отрезал ему левую руку и скормил её крокодилу. Теперь крокодил всюду преследует капитана, чтобы съесть его целиком, а предвещает его приближение звон будильника, также когда-то им проглоченного. За этот инцидент Крюк ненавидит Питера и мечтает убить его. Питер отвлекает пиратов и велит Динь проводить Венди с братьями в его убежище на острове. Ревнивая фея, увидевшая в Венди соперницу, прилетает на остров быстрее и говорит Пропащим Мальчишкам, будто Питер приказал им сбить девочку. Мальчишкам это почти удаётся, но в последний момент Венди спасает Питер. Он отчитывает свою команду за то, что они чуть не сбили их «маму», которая прилетела о них заботиться. Узнав, что всё подстроила Динь, он наказывает её временным изгнанием. Обиженная Динь улетает прочь.
Питер решает показать Венди Нетландию и отправляется с ней к русалкам. Хоть Венди и очарована, ей не нравится, что Питер постоянно рисуется и хвастается, наслаждаясь всеобщим восхищением. Тем временем Джон ведёт Майкла и Пропащих Мальчишек выслеживать индейцев, но все они сами попадают в плен к краснокожим воинам. Вождь обвиняет их в похищении его дочери, Тигровой Лилии, и грозит им расправой в случае её невозвращения. Однако на самом деле Тигровую Лилию украл Крюк в надежде узнать от неё, где находится тайное убежище Пэна. Питер и Венди замечают их, и Питер с помощью хитрой уловки спасает дочь вождя. В честь этого индейцы устраивают ночной праздник, а Тигровая Лилия целует Питера в знак благодарности. Венди сердится на него за ветреность и уходит.
Крюк приказывает выследить и похитить Динь и, играя на её ненависти к Венди, наконец-то вытягивает из неё информацию об убежище своего врага. Заперев фею в фонаре, он устраивает облаву на это место. В это время Венди решает, что пора возвращаться домой, и Пропащие Мальчишки, впечатлённые её рассказом о настоящей маме и родительской любви, тоже соглашаются улететь, из-за чего Питер приходит в ярость. Он заявляет, что если они улетят и вырастут, то в Нетландию больше не вернутся, а сам остаётся ждать их, уверенный, что Мальчишки обязательно передумают. Когда дети выходят из убежища, их неожиданно берут в плен пираты, а Крюк оставляет Питеру замаскированную бомбу. На корабле пираты предлагают детям либо стать одними из них, либо «пройтись по доске», и Венди, подавая всем пример, выбирает второе. На их счастье, Динь выбирается из фонаря и прилетает к Питеру как раз в тот момент, когда бомба вот-вот должна взорваться, и он успевает спастись. Он летит на корабль, освобождает друзей, а сам вступает в бой с капитаном. Тот почти побеждает его, но Питер всё же одерживает верх, и Крюк вынужденно спасается вплавь от крокодила, а пираты следуют за ним на шлюпке. По просьбе Питера Динь осыпает весь корабль пыльцой, и он по воздуху направляет его в Лондон. Венди, Джон и Майкл возвращаются домой (Пропащие Мальчишки всё-таки остаются в Нетландии), и, когда приходят родители, проснувшаяся на подоконнике Венди говорит им, что готова стать взрослой. Впрочем, папа признаёт, что вспылил и поспешил с решением, так что она может ещё остаться в детской. Выглянув в окно, девочка видит плывущий по небу корабль из облаков, и говорит родителям, что это Питер так уверенно его ведёт. Мама приходит в изумление, а папа вспоминает, как когда-то видел нечто подобное, и они втроём смотрят на это чудо.

## Роли озвучивали
- Бобби Дрисколл — Питер Пэн
- Кэтрин Бомонт — Венди Дарлинг
- Ганс Конрид — капитан Джеймс Крюк / мистер Джордж Дарлинг / Питер Пэн (некоторые из реплик)
- Билл Томпсон — мистер Сми / другие пираты
- Хэзер Эйнджел — миссис Мэри Дарлинг
- Пол Коллинс — Джон Дарлинг
- Томми Ласк — Майкл Дарлинг
- Роберт Эллис — Мишка
- Джеффри Сильвер — Нямс
- Стаффи Сингер — Проныра
- Джонни Макговерн — Близнецы
- Кэнди Кандидо — индейский вождь / Питер Пэн (некоторые из реплик)
- Маргарет Керри — Динь-Дилинь (модель) / 1-я русалка (голос)
- Джун Форей — скво / 2-я русалка
- Том Конуэй — рассказчик

## История создания
Первые эскизы персонажей «Питера Пэна» появились в студии Диснея в 1940 году, когда студия работала над мультфильмом «Несговорчивый дракон». Особенно трудно шла работа над образом Капитана Крюка.
В то время художники студии Диснея часто калькировали живых актёров, как прообразы для своих мультипликационных героев. Моделью маленькой феи Динь-Дилинь послужила типичная «девушка с календаря», Маргарет Керри. Также она озвучивала одну из русалок (рыжеволосую).

## Критика
В 1953 году вышел на экран полнометражный фильм «Питер Пэн». Этот прекрасный и точный пересказ фантастической повести Джеймса Барри с такими яркими персонажами, как Фея Динь-Динь и Капитан Крюк, стал одной из самых крупных удач диснеевской студии.
— Леонард Молтин «О мышах и магии. История американского рисованного фильма»

## Ремейк
После успеха студии Disney, последняя объявила об адаптациях своих мультфильмов с живыми актёрами, включая Малефисента, Золушка, Книга джунглей и Красавица и чудовище. Среди них и «Питер Пэн». Режиссёром фильма выступил Дэвид Лоури, а сценаристом — Тоби Хэлбрукс. Премьера фильма состоялась на Disney+ 28 апреля 2023 года.